# Mourids Jepsen Sparre
Mourids Jepsen Sparre, född 1480, död 1 januari 1534 var en dansk ämbetsman och från 1523 riksråd.
Han tillhörde släkten Sparre av Skåne och var bror till ärkebiskop Aage Jepsen Sparre. Han tjänade vid det danska hovet från 1493 och innehade från 1506 till 1507 Laholms län och från 1510 till 1516 Korsør län. År 1516 fick han som pant Beritsholms län i utbyte mot Laholms län, vilket 1526 lades under Lindholmens län.
Mourids Sparre slöt sig till de östdanska adelsmän vilka år 1523 på nytt svor sin trohetsed till kung Kristian II. Detta hindrade honom inte att så fort möjlighet gavs sluta sig till kung Fredrik, som bland annat förlänade honom Köpenhamns slott. Han kom inte spela någon framträdande roll i riksrådet. År 1530 var han sändebud till förhandlingarna med Gustav Vasa i Varberg. Namnet Sparre antogs efter hans vapen år 1526. Han flyttade sin skånska huvudgård i Skurup till en holme i Svaneholmssjön, men han ägde även gården Skjern på Falster, men den skiftade han år 1520 till kronan i utbyte mot skånskt gods. Han var gift två gånger: först med Karen Pedersdatter Høg och sedan med Ide Thomesdatter Lange.
Mourids Sparre var byggherre och ägare av Svaneholms slott i Skurups socken år 1530-1534.